# Raad voor Accreditatie (Nederland)
De Raad voor Accreditatie (RvA) is een Nederlandse instelling die in 1995 ontstond uit de Nederlandse Kalibratie Organisatie (NKO), De Stichting Erkenning Laboratoria en Inspectie-instellingen (STERLAB/STERIN en de Raad voor Certificatie (RvC). Deze voorgangers zijn alle opgericht door of op initiatief van het ministerie van Economische Zaken.
De primaire taak van de RvA is te verifiëren dat instellingen die actief zijn op het gebied van laboratoriumtesten, inspecteren, kalibreren en certificeren aan accreditatienormen voldoen. Zij gebruikt hiervoor internationale (ISO) en Europese Normen (EN-normen). Sinds 1 januari 2008 is de organisatie voor accreditatie van medische laboratoria (CCKL) gefuseerd met de Raad voor Accreditatie. 
De werkwijze van de RvA wordt gecontroleerd door internationale accreditatieinstellingen door middel van collegiale toetsing. De RvA is op basis van dergelijke collegiale toetsingen toegelaten tot de Multilaterale erkenningsovereenkomsten in Europa (EA-MLA) en daarbuiten (IAF-MLA en ILAC-MRA). De RvA is lid van European co-operation for Accreditation.
Per 1 januari 2010 is de Raad voor Accreditatie bij wet aangewezen als de Nederlandse Accreditatie-instantie zoals bedoeld in de Europese verordening (EC)765/2008. Het bestuur van de RvA is hiermee een zelfstandig bestuursorgaan geworden.